# Pola de Siero
Pola de Siero, (en asturiano y oficialmente La Pola Siero) es una parroquia del concejo asturiano de Siero, España, y una villa de dicha parroquia. La villa es la capital del concejo. En el año 2020 contaba con una población empadronada de 12.765 habitantes.

## Descripción
La Pola recibió su Carta Puebla durante el reinado de Alfonso X mediante el Fuero de Benavente. Pola de Siero ha sido un centro importante de actividad ganadera y comercial, que a día de hoy mantiene su tradicional mercado de ganado. 
La villa se enclava en el centro del municipio de Siero, que a su vez está situado en el centro de la región y dentro del área metropolitana asturiana, conocida como Ciudad Astur con más de 800.000 habitantes. Está rodeada de importantes vías de comunicación, como la autovía A-64 que la conecta con la capital del Principado en sólo 10 minutos, dada su cercanía con la misma (15 km); también 45 minutos del oriente asturiano, y cerca a su vez de los numerosos polígonos industriales del centro de Asturias, por lo que la ha configurado en los últimos años como un importante centro residencial. También pasa por su perímetro la AS-I (Autovía Minera) que la comunica con Gijón de la que dista 16 km y en 15 minutos de las cuencas mineras del Nalón y del Valle del Caudal. 

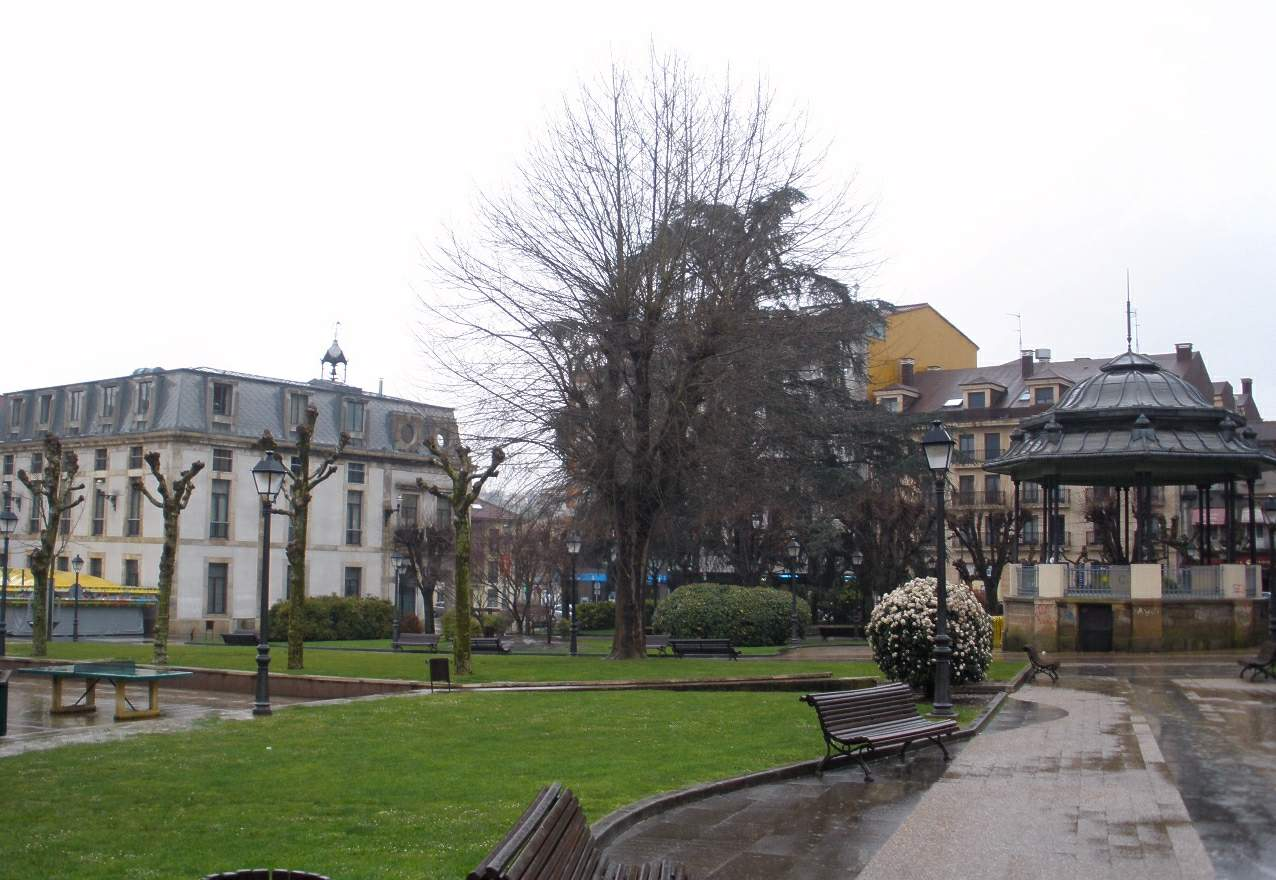
Parque de La Pola

## Festividades
Festividades importantes son la fiesta de Les Comadres (jueves previo al miércoles de ceniza) y los Güevos Pintos (martes siguiente al domingo de Pascua). Especialmente concurrido es El Carmín de La Pola, tradicional romería que es una de las más concurridas del principado, atrayendo anualmente a más de 10 000 personas. Se celebra el primer lunes posterior a la Virgen del Carmen (16 de julio). 

## Lugares de interés
- Iglesia de San Pedro (1843)
- Casa consistorial (1887)
- Antiguo Banco de Siero (1901)
- Palacio del marqués de Santa Cruz (siglo XVII)
- Mercado de Abastos (1930)
- Estación de ferrocarril (1891)
- Viviendas tradicionales de Les Campes